# یواس‌اس الکانو (پی‌جی-۳۸)
یواس‌اس الکانو (پی‌جی-۳۸) (به انگلیسی: USS Elcano (PG-38)) یک کشتی بود که طول آن ۱۶۵ فوت ۶ اینچ (۵۰٫۴۴ متر) بود. این کشتی در سال ۱۸۸۵ ساخته شد.